# 格利泽393
格利泽393或GJ 393，是位於六分儀座一顆紅矮星。視星等為9.65，肉眼無法看到它。據視差，這顆恆星距離太陽22.9光年，並且正以+8.3公里/秒的徑向速度離太陽更遠。它有一個很大的自行，以每年0.950″的速度穿越天球。這顆恆星相對於太陽的淨速度為 32.9 公里/秒。它與劍魚座AB移動星群的成員具有相似的空間運動，但被認為是隨機闖入者。
GJ 393的恆星分類為M2V，表明這是一顆通過核心氫聚變產生能量的小型紅矮星。它自轉緩慢，似乎在色球上不活躍，表明它是一顆較老的恆星；可能有100億年的歷史了。這顆恆星的質量是太陽的43%，半徑是太陽的44.6%。金屬量低於太陽。在3,579 K的有效溫度下，它的光球層僅為太陽光度的2.7%。

## 行星系統
2019年，視向速度法探測到一顆候選行星。它被歸類為一顆熱的超級地球，軌道周期為7天，半長軸為0.055天文單位。數據中發現的較長周期信號被解釋為恆星活動。
2021年，這顆行星在三個不同的數據集中獨立檢測後被確認為真實存在。
| 成員 (依恆星距離) | 质量         | 半長軸 (AU)     | 轨道周期 (天)  | 離心率 | 傾角 | 半径 |
| ----------------- | ------------ | --------------- | -------------- | ------ | ---- | ---- |
| b                 | 1.71±0.24 M⊕ | 0.05402±0.00072 | 7.0268±0.00082 | 0      | —    | —    |